# Last Chance (canção de Valkyrias)
"Last Chance" é o terceiro single da carreira do girl group pop brasileiro Valkyrias, presente em seu álbum de estreia "Rádio VKS". Lançada oficialmente em 29 de Julho de 2010, a canção já havia vazado para a internet semanas antes, em 13 de julho de 2010, recebendo boas críticas do público.. Composta por Selma Lins, Débora Cidrack e Gabriela Nader, o single traz uma sonoridade mesclada entre pop e R&B.

## Composição e Desenvolvimento
Composta por Selma Lins, Débora Cidrack e Gabriela Nader em parceria com o DJ Deeplick, a canção explora o tema dos dores e desencontros amorosos de um personagem amargurado dando uma última chance ao amor. A canção passou para os estúdios onde foi gravada inscorporada ao remix produzido pelo DJ Deeplick, explorado na sonoridade pop e R&B, sendo a primeira balada lançada pelo grupo, inspirada em canções como H.A.T.E.U. de Mariah Carey e "Halo" de Beyoncé.

## Divulação e Desempenho
Lançada originalmente em 29 de Julho de 2010, a canção foi divulgada diretamente no canal de vídeos do gupo no site Youtube, sendo que a canção já havia vazado ainda como uma canção demo semanas antes, precisamente em 13 de julho de 2010.

## Recepção e Crítica
A canção recebeu críticas positivas, sendo classificada pelo site Going Pop como uma música "pop de qualidade" e ainda declarou que as Valkyrias "aos poucos vem ganhando mais e mais espaço no cenário pop nacional". O portal de notícias da Rede Globo como um "estilo musical bem radiofônico, influenciado descaradamente pela música pop americana".